# Mehdi Tlili
Pour les articles homonymes, voir Tlili.
Pas d'image ? Cliquez ici

a Compétitions nationales et continentales officielles uniquement.

Dernière mise à jour le 14 juin 2025.
Mehdi Tlili, né le 17 août 2004 est un joueur français de rugby à XV qui évolue au poste de troisième ligne aile au sein de l'effectif de la Section paloise, en Top 14, depuis 2023.

## Biographie
Mehdi Tlili découvre le rugby à XV au Rugby Club pays de Meaux, puis intègre le centre de formation du RC Massy.
Mehdi Tlili dispute son premier match professionnel avec le RC Massy lors de la saison 2022-2023 de Pro D2. Au total, il participe à douze matchs pour trois titularisations.
À l'orée de la saison 2023-2024, âgé de 18 ans, il quitte son club formateur pour rejoindre la Section paloise, pensionnaire du Top 14, ainsi que le centre de formation du club dans un premier temps. Il inscrit son premier essai avec le maillot de la Section face au Montpellier Hérault Rugby, lors de la dernière journée de championnat. Au total, il dispute deux rencontres en Top 14 et autant en Challenge Cup.
Durant la saison 2024-2025, Mehdi Tlili dispute six matchs avec la Section paloise, dont quatre en tant que titulaire. Il est aligné à la fois en Top 14 et en Challenge Cup, prenant part à trois rencontres de championnat et à trois matchs en Challenge, cumulant un temps de jeu total de 233 minutes. Une blessure à l'épaule en janvier 2025 interrompt sa saison. En juin 2025, il prolonge son contrat avec le club jusqu'en 2027. 